# Polystichum pycnolepis
Polystichum pycnolepis là một loài dương xỉ trong họ Dryopteridaceae. Loài này được Hieron. mô tả khoa học đầu tiên năm 1904.